# Віднімання

При відніманні двох персиків від п'яти залишається три персики

Відніма́ння — бінарна операція обернена додаванню.
Віднімання позначається здебільшого знаком «−» (мінус).
У виразі
{\displaystyle ~a-b=x},
{\displaystyle ~a} називається зменшуваним,
{\displaystyle ~b} називається від'ємником,
{\displaystyle ~x} — результат віднімання, називається різницею.
Для виконання операції віднімання потрібно знайти таке {\displaystyle x}, що у сумі з від'ємником {\displaystyle b} давало б зменшуване {\displaystyle a}:
{\displaystyle ~b+x=a}

## Позначення і термінологія

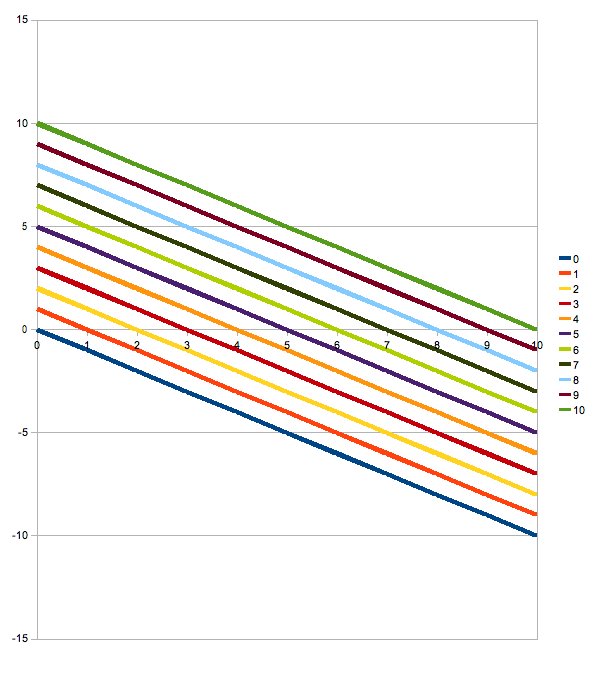
Віднімання чисел 0–10. Підписи до прямих = від'ємник. Вісь X = зменшуване. Вісь Y = різниця.

Віднімання записують за допомогою знака мінус "−" між термами; що є використанням інфіксної нотації. Результат записується після знака рівності. Наприклад,
{\displaystyle 2-1=1} (словами, "два мінус один дорівнює один")
{\displaystyle 4-2=2} (словами, "чотири мінус два дорівнює два")
{\displaystyle 6-3=3} (словами, "шість мінус три дорівнює трьом")
{\displaystyle 4-6=-2} (словами, "чотири мінус шість дорівнює мінус два")
Існують ситуації коли запис із відніманням є "зрозумілим" навіть, якщо не вказано жодного символу:
- У стовпчику з двох чисел, якщо нижнє число написане червоним, таке написання зазвичай вказує на те, що нижнє число треба відняти від верхнього, а різницю треба записати нижче під лінією. Зазвичай це використовують у бухгалтерії.[джерело?]

## Віднімання чисел

### Натуральні числа
Віднімання натуральних чисел не є замкненим. Різниця не буде натуральним числом, коли від'ємник більший або рівний за зменшуване число. Наприклад, 26 не можна відняти із 11, так щоб результатом було натуральне число. 
Необхідність віднімати від меншого числа більше призвела до введення від'ємних чисел.

### Цілі числа
Уявімо лінійний відрізок довжиною b лівий кінець якого відмічено як a а правий кінець відмічено літерою c. 
Починаючи від a, необхідно здійснити b кроків праворуч аби досягти c. Цей рух праворуч математично моделюється за допомогою додавання:
a + b = c.
Із c, необхідно здійснити b кроків ліворуч аби повернутися назад до a. Цей рух ліворуч математично моделюється за допомогою віднімання:
c − b = a.
Тепер, уявімо лінійний відрізок, який розмічено числами 1, 2, і 3. Із позиції 3, не треба здійснювати ніяких кроків ліворуч аби залишитися у 3, тому 3 − 0 = 3. Необхідно здолати 2 кроки ліворуч аби дістатися позиції 1, тому 3 − 2 = 1. Це зображення є не повним аби описати, що станеться якщо виконати 3 кроки ліворуч від позиції 3. Аби зобразити таку операцію, лінію треба продовжити.
Аби відняти довільні натуральні числа, почнемо із прямої, на якій містяться всі натуральні числа (0, 1, 2, 3, 4, 5, 6, ...). Від 3, буде здійснено 3 кроки ліворуч аби дістатися 0, тому 3 − 3 = 0. Але 3 − 4 залишається не визначеним, оскільки знову виходить за межі відрізку. Натуральні числа не корисним прикладом для віднімання.
Рішенням є розглянути числову пряму цілих чисел (..., −3, −2, −1, 0, 1, 2, 3, ...). Із 3, необхідно здійснити 4 кроки ліворуч аби отримати −1:
3 − 4 = −1.

### Раціональні числа
Раціональні числа при відніманні спочатку треба звести до найменшого спільного знаменника.
{\displaystyle {\frac {1}{10}}-{\frac {1}{15}}={\frac {1}{2\cdot 5}}-{\frac {1}{3\cdot 5}}={\frac {\color {Red}3}{2\cdot {\color {Red}3}\cdot 5}}-{\frac {\color {Red}2}{{\color {Red}2}\cdot 3\cdot 5}}={\frac {3-2}{30}}={\frac {1}{30}}};

### Дійсні числа
Віднімання дійсних чисел визначається як додавання чисел із знаком. Зокрема, число віднімається додаванням його протилежного числа. Тоді ми матимемо 3 − π = 3 + (−π). Це дозволяє зберегти кільце дійсних чисел "простим" без необхідності вводити "нові" оператори, такі як віднімання. Зазвичай кільце має лише дві визначені операції; у випадку цілих чисел, це додавання і множення. Кільце вже має поняття адитивного протилежного, але в ньому немає жодного поняття щодо окремої операції віднімання, тому використовуючи додавання із знаком дає можливість застосувати аксіоми про кільця до віднімання без необхідності щось доводити.

### Комплексні числа

Віднімання двох комплексних чисел c=a-b можна представити геометрично як віднімання векторів із побудовою трикутника.

Віднімання двох комплексних чисел одне від одного здійснюють за допомогою віднімання дійсних і уявних частин. Це означає, що:
{\displaystyle c+fi=(a+di)-(b+ei)=(a-b)+(d-e)i,\ }
Де:  {\displaystyle c,a,b,d,e,f\in \mathbb {R} },  {\displaystyle i} — уявна одиниця. Якщо представити комплексні числа векторами на комплексній площині, то операція віднімання матиме таку геометричну інтерпретацію: різницею комплексних чисел {\displaystyle a+di} та {\displaystyle b+ei}, заданих у вигляді векторів на комплексній площині є вектор, що сполучає кінці зменшуваного і від'ємника і направлений від від'ємника в сторону зменшуваного.
Аналогічним чином віднімаються n-вимірні комплексні числа: {\displaystyle A=a_{1}1+a_{2}i_{2}+\dots +a_{n}i_{n},~~~B=b_{1}1+b_{2}i_{2}+\dots +b_{n}i_{n};}
{\displaystyle C=A-B=(a_{1}1+a_{2}i_{2}+\dots +a_{n}i_{n})-(b_{1}1+b_{2}i_{2}+\dots +b_{n}i_{n})=} {\displaystyle =(a_{1}-b_{1})1+(a_{2}-b_{2})i_{2}+\dots +(a_{n}-b_{n})i_{n}=c_{1}1+c_{2}i_{2}+\dots +c_{n}i_{n}.}

## Властивості
- Операція віднімання не є ані комутативною, ані асоціативною.
- Операція віднімання є антикомутативною.
- Операція віднімання для комплексних чисел, векторів та матриць виконується поелементно.

### Антикомутативність
Віднімання є антикомутативною операцією, це означає, що якщо хтось міняє терми у різниці з ліва на право, результат буде від'ємним в порівнянні із початковим результатом. Якщо записати це у символічному вигляді, нехай a і b це довільні два числа, тоді
a − b = −(b − a).

### Не-асоціативність
Віднімання є не-асоціативною операцією, що виникає, коли хтось задає повторювані віднімання. Чи потрібно при цьому вираз
"a − b − c"
задати такими способами: (a − b) − c або a − (b − c)? Ці два варіанта дають різні результат. Аби усунути цю неоднозначність, необхідно встановити черговість операцій, оскільки різний порядок даватиме різний результат.

## Віднімання вручну

### У стовпчик

#### Австралійський метод
Приклад:

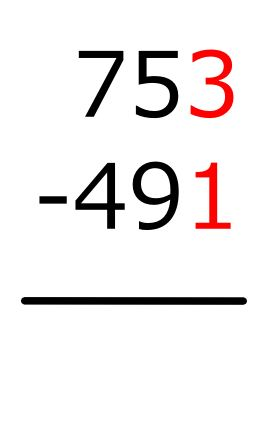
1 + ... = 3
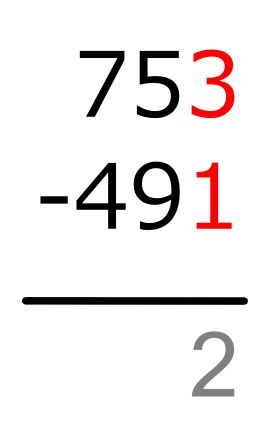
Різниця записується під лінією.
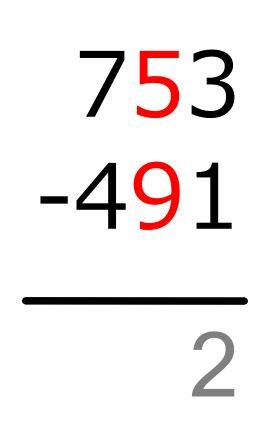
9 + ... = 5 Необхідна сума (5) за мала!
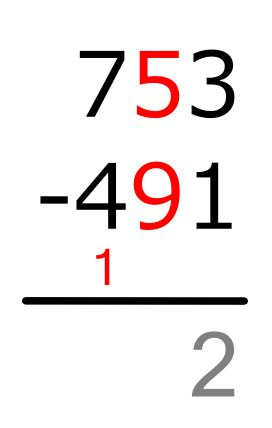
Тому, додамо до неї 10 і допишемо 1 під наступним старшим розрядом зменшуваного числа.
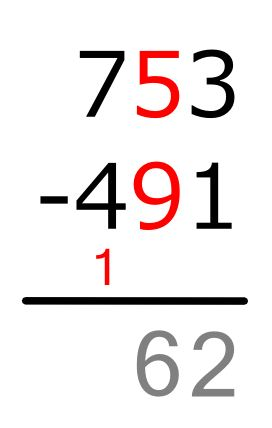
9 + ... = 15 Тепер ми можемо порахувати різницю, як раніше.
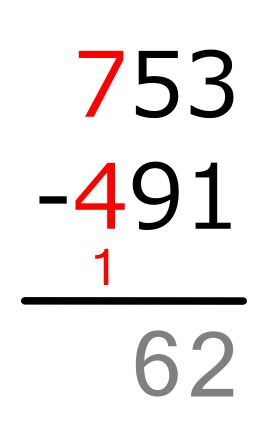
(4 + 1) + ... = 7
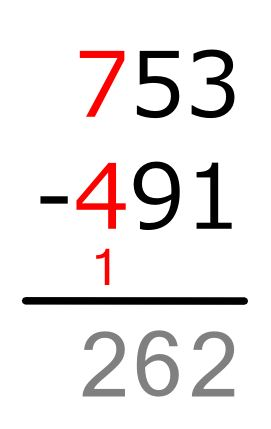
Різниця записується під лінією.
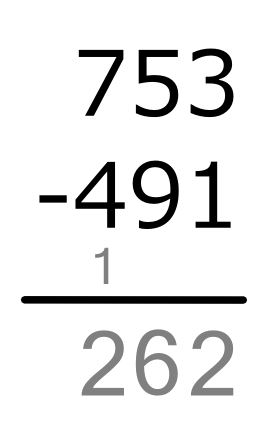
Загальна різниця.

#### Віднімання зліва направо
Приклад:

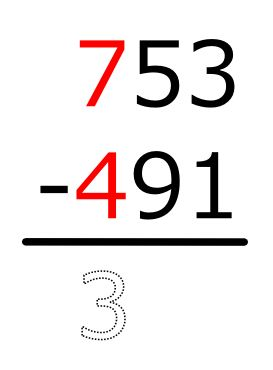
7 − 4 = 3 Цей результат записано лише олівцем.
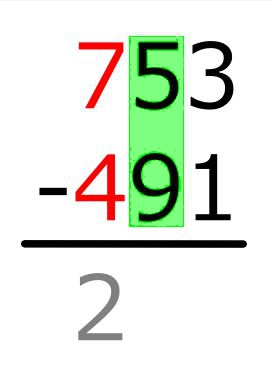
Оскільки наступна цифра від'ємника менша за зменшуване, віднімемо одиницю від нашого записаного олівцем числа і в умі додамо десятку до наступного.
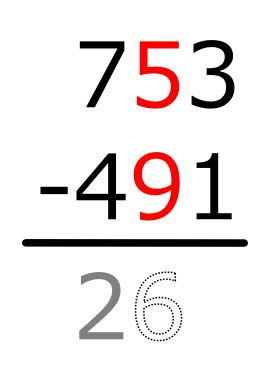
15 − 9 = 6
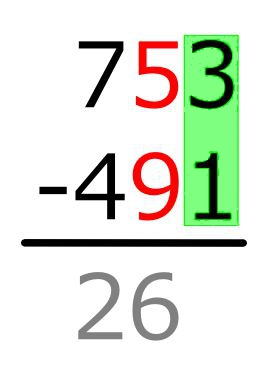
Оскільки наступна цифра від'ємника не є меншою ніж у зменшуваного, ми залишаємо це число.
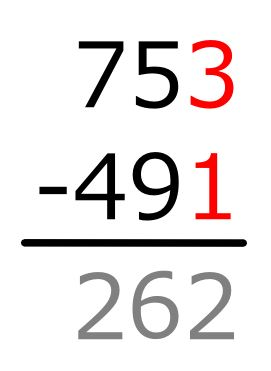
3 − 1 = 2

#### Американський метод
За цим методом, від кожної цифри зменшуваного, що зверху, віднімається нижнє число починаючи з права на ліво. Якщо верхнє число за мале, аби відняти від нього нижнє, додамо до нього 10; це 10 "позичено" із цифри ліворуч, від якої ми віднімаємо 1. Тоді ми рухаємося до наступного числа і позичаємо одиницю із старшого розряду, якщо це необхідно, доки не виконаємо віднімання усіх цифр.
Приклад:

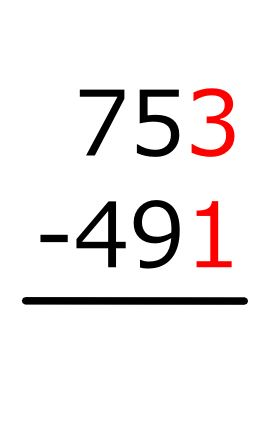
3 − 1 = ...
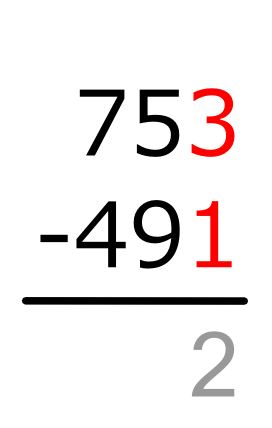
Різниця записується під лінією.
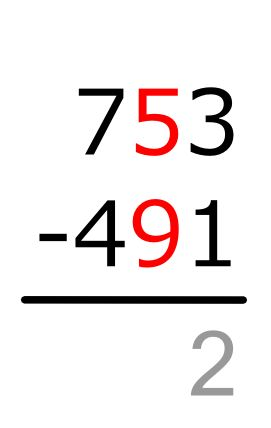
5 − 9 = ... Цифра від'ємника (5) за мала!
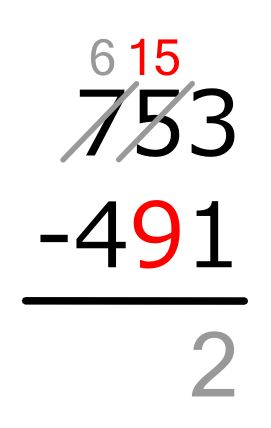
Тому, додамо до неї 10. 10 "запозичена" із цифри ліворуч, що слідує за 1.
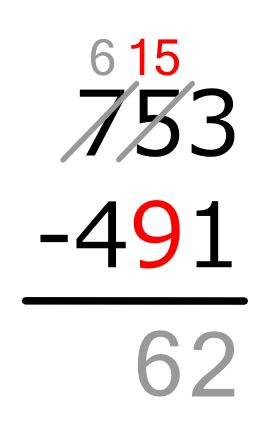
15 − 9 = ... Тепер віднімання можна здійснити, і ми записуємо різницю під лінією.
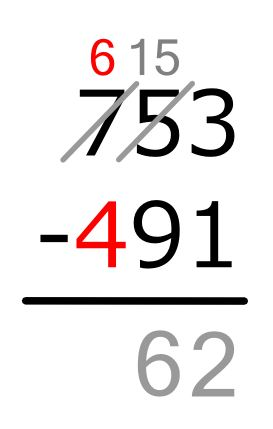
6 − 4 = ...
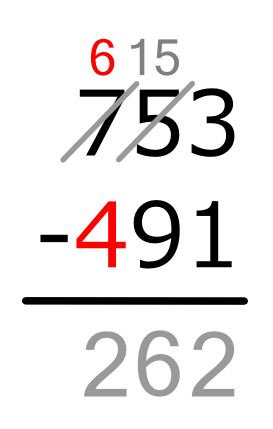
Різниця записується під лінією.
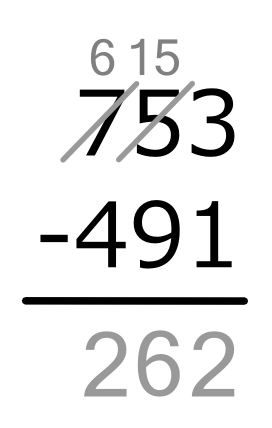
Загальна різниця.

#### Попереднє торгування
Варіантом американського методу є метод, де всі запозичення здійснюються до виконання всіх віднімань.
Приклад:

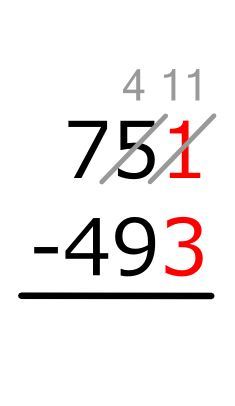
1 − 3 = не можливе. Додамо 10 до 1. Оскільки 10 є "позиченою" від сусідньої 5, від 5 віднімається 1.
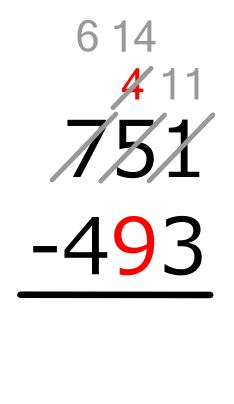
4 − 9 = не можливе. Тому ми робимо як під час виконання кроку 1.
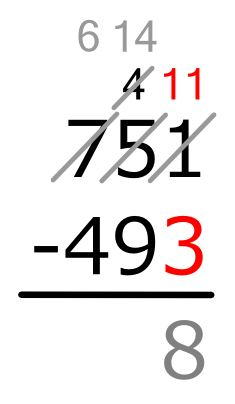
Здійснюючи віднімання з права на ліво: 11 − 3 = 8
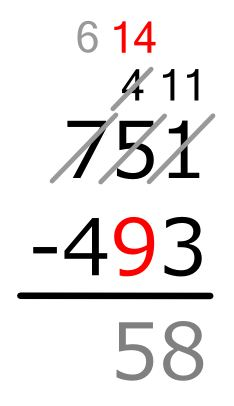
14 − 9 = 5
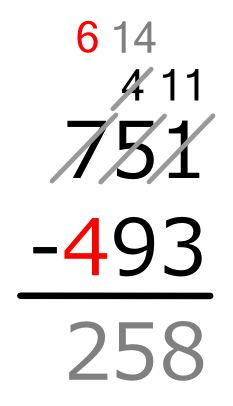
6 − 4 = 2

#### Часткові різниці
Метод із частковими різницями відрізняється від попередніх методів віднімання у стовпчик, оскільки не потребує ні позичання ні переносу. Замість цього, ставлять знак мінус чи плюс залежно від того чи є від'ємник більший або менший за зменшуване. Сума усіх часткових різниць дає в результаті загальну різницю.
Приклад:

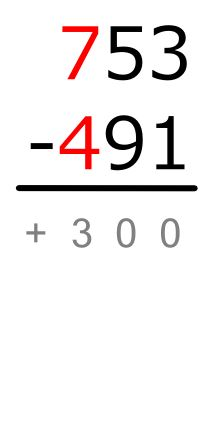
The smaller number is subtracted from the greater: 700 − 400 = 300 Оскільки від'ємник більший за зменшуване, ця різниця записується із знаком плюс.
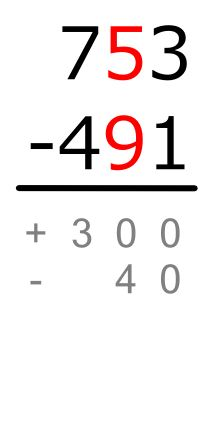
The smaller number is subtracted from the greater: 90 − 50 = 40 Оскільки від'ємник менший за зменшуване, ця різниця записується із знаком мінус.
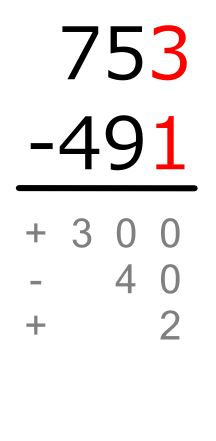
The smaller number is subtracted from the greater: 3 − 1 = 2 Оскільки від'ємник більший за зменшуване, ця різниця записується із знаком плюс.
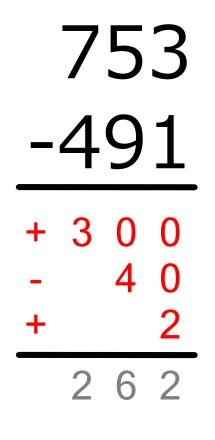
+300 − 40 + 2 = 262

### Інші методи

#### Метод підрахунку
Замість знаходження різниці цифра за цифрою, можна підрахувати числа між зменшуваним і від'ємником.
Приклад:
1234 − 567 = можна знайти виконавши такі дії:
- 567 + 3 = 570
- 570 + 30 = 600
- 600 + 400 = 1000
- 1000 + 234 = 1234

Додамо значення із кожного кроку аби отримати загальну різницю: 3 + 30 + 400 + 234 = 667.

#### Віднімання по частинах
Іншим методом, що є корисним для розрахунку в умі, є розбити операцію віднімання на невеликі дії.
Приклад:
1234 − 567 = можна порахувати так:
- 1234 − 500 = 734
- 734 − 60 = 674
- 674 − 7 = 667

#### Однакові зміни
Метод внесення однакової зміни використовує факт, що додавання або віднімання однакового числа від від'ємника і зменшуваного не змінює результат. Для отримання нулів до зменшуваного додають необхідне число.
Приклад:
"1234 − 567 =" можна розв'язати так:
- 1234 − 567 = 1237 − 570 = 1267 − 600 = 667